# Loukeenkari, Luvia
Loukeenkari är en ö i Finland. Den ligger i Bottenhavet och i kommunen Euraåminne (tidigare Luvia) i den ekonomiska regionen  Björneborgs ekonomiska region i landskapet Satakunta, i den sydvästra delen av landet. Ön ligger omkring 25 kilometer sydväst om Björneborg och omkring 230 kilometer nordväst om Helsingfors.
Öns area är 1,1 hektar och dess största längd är 140 meter i öst-västlig riktning.